# Vaccí de l'Acadèmia Xinesa de Ciències Mèdiques contra la COVID-19
El vaccí de l'Acadèmia Xinesa de Ciències Mèdiques és un vaccí contra la COVID-19 desenvolupat per l'Acadèmia Xinesa de Ciències Mèdiques.

## Autoritzacions
Autorització plena
     Autorització d'emergència
     Permesa per viatges
Emergència (1)
1. Xina[3]